# Einhorn Ábrahám Cháim
Einhorn Ábrahám Cháim (19. század) rabbi.

## Élete
Majszinban, Máramaros vármegyében volt rabbi. Öreg korában Palesztinába költözött, Szafet városába, ott hunyt el. 

## Művei
Munkái vallásgyakorlati kérdésekkel foglalkoznak. Megjelent művei: 
- Birchasz Habájisz
- Mekór Habróchó
- Acé Hoélu